# A Song Across Wires
A Song Across Wires es el noveno álbum de estudio del productor de música electrónica BT, publicado el 16 de agosto de 2013. El álbum incluye colaboraciones con cantantes y productores de su álbum anterior, These Hopeful Machines, como Christian Burns y Jes Brieden, así como otras nuevas con artistas como Arty, Nadia Ali, Aqualung y tyDi.
Ha habido cuatro sencillos promocionales: «Tomahawk», «Must Be the Love» con Arty y Nadia Ali, «Skylarking» que fue incluido en la compilación A State of Trance 2013 de Armin van Buuren y «Surrounded» con Aqualung. Se publicó también una versión extendida, que incluye las canciones completas del álbum. Esta solamente puede encontrarse en las versiones digitales.

## Lista de canciones
| N.º | Título                                                | Duración |  |
| 1.  | «Skylarking»                                          | 8:45     |  |
| 2.  | «Letting Go» (with Fractal & JES)                     | 5:41     |  |
| 3.  | «Tomahawk» (with Adam K)                              | 7:17     |  |
| 4.  | «City Life» (with Bada, Au5 & Fractal)                | 6:09     |  |
| 5.  | «Stem the Tides» (with tyDi & Tania Zygar)            | 6:51     |  |
| 6.  | «Tonight» (with tyDi & JES)                           | 7:13     |  |
| 7.  | «Love Divine» (with Stefan Dabruck & Christian Burns) | 4:45     |  |
| 8.  | «Surrounded» (with Au5 & Aqualung)                    | 4:58     |  |
| 9.  | «Vervoeren»                                           | 6:05     |  |
| 10. | «Calling Your Name» (with Tritonal & Emma Hewitt)     | 6:07     |  |
| 11. | «Must Be the Love» (with Arty & Nadia Ali)            | 7:15     |  |
| 12. | «Lifeline» (feat. Dragon, Jontron & Senadee)          | 8:08     |  |

| Versión de iTunes |                                                       |          |  |
| N.º               | Título                                                | Duración |  |
| 1.                | «Skylarking»                                          | 3:28     |  |
| 2.                | «Letting Go» (with Fractal & JES)                     | 3:28     |  |
| 3.                | «Tomahawk» (with Adam K)                              | 3:34     |  |
| 4.                | «City Life» (with Bada, Au5 & Fractal)                | 3:31     |  |
| 5.                | «Stem the Tides» (with tyDi & Tania Zygar)            | 3:32     |  |
| 6.                | «Tonight» (with tyDi & JES)                           | 3:18     |  |
| 7.                | «Love Divine» (with Stefan Dabruck & Christian Burns) | 3:22     |  |
| 8.                | «Surrounded» (with Au5 & Aqualung)                    | 3:35     |  |
| 9.                | «Vervoeren»                                           | 3:38     |  |
| 10.               | «Calling Your Name» (with Tritonal & Emma Hewitt)     | 2:49     |  |
| 11.               | «Must Be the Love» (with Arty & Nadia Ali)            | 4:39     |  |
| 12.               | «Lifeline» (feat. Dragon, Jontron & Senadee)          | 4:36     |  |

| Continuous Mix |                                             |          |  |
| N.º            | Título                                      | Duración |  |
| 13.            | «A Song Across Wires (Full Continuous Mix)» | 79:30    |  |

| Extended Versions |                                                       |          |  |
| N.º               | Título                                                | Duración |  |
| 1.                | «Skylarking»                                          | 10:44    |  |
| 2.                | «Letting Go» (with Fractal & JES)                     | 6:19     |  |
| 3.                | «Tomahawk» (with Adam K)                              | 9:07     |  |
| 4.                | «City Life» (with Bada, Au5 & Fractal)                | 9:08     |  |
| 5.                | «Stem the Tides» (with tyDi & Tania Zygar)            | 9:42     |  |
| 6.                | «Tonight» (with tyDi & JES)                           | 9:44     |  |
| 7.                | «Love Divine» (with Stefan Dabruck & Christian Burns) | 6:39     |  |
| 8.                | «Surrounded» (with Au5 & Aqualung)                    | 5:49     |  |
| 9.                | «Vervoeren»                                           | 6:08     |  |
| 10.               | «Calling Your Name» (with Tritonal & Emma Hewitt)     | 6:31     |  |
| 11.               | «Must Be the Love» (with Arty & Nadia Ali)            | 9:49     |  |
| 12.               | «Lifeline» (feat. Dragon, Jontron & Senadee)          | 8:57     |  |